# هوسکوارنا ۷۵۲۸
سیارک ۷۵۲۸ (به انگلیسی: 7528 Huskvarna، نامگذاری:1993FS39) هفت هزار و پانصد و بیست و هشتمین سیارک کشف شده‌است که در ۱۹ مارس ۱۹۹۳ کشف شد.
قدر مطلق سیارک برابر ۱۲٫۶۰ است.